# Helme (plaats in Estland)
Helme (Duits: Helmet) is een plaats in de Estlandse gemeente Tõrva, provincie Valgamaa. De plaats heeft de status van vlek (Estisch: alevik).
Helme lag tot in oktober 2017 in de gelijknamige gemeente. In die maand ging de gemeente op in de gemeente Tõrva.

## Bevolking
De ontwikkeling van het aantal inwoners blijkt uit het volgende staatje:
| Jaar            | 2000 | 2010 | 2011 | 2017 | 2019 | 2021 |
| --------------- | ---- | ---- | ---- | ---- | ---- | ---- |
| Aantal inwoners | 302  | 182  | 167  | 148  | 148  | 217  |

## Geografie
Helme ligt ten noordwesten van de stad Tõrva. Langs de noordgrens van de plaats stroomt de rivier Helme, een zijrivier van de Õhne. Langs de zuidgrens loopt de Põhimaantee 6, de hoofdweg van Pärnu via Valga naar de grens met Letland.
De plaats ligt in een heuvellandschap met een ondergrond van zandsteen. In de heuvels liggen verschillende bronnen en grotten, deels natuurlijk en deels door mensen uitgehouwen. Een deel van de grotten is ingestort. Bij het kerkhof van Helme ligt een offersteen, de Helme Orjakivi.
Op het kerkhof van Helme liggen de dichter en esperantist Hendrik Adamson (1891–1946) en de beeldhouwster Erna Viitol (1920–2001) begraven.

## Geschiedenis
Helme werd in 1366 voor het eerst genoemd onder de naam Helmeden als kerk met bijbehorende parochie. De kerk, gewijd aan de Heilige Maagd Maria, staat in het zuidelijke buurdorp Kirikuküla. De kerk werd in de Tweede Wereldoorlog vernield en is nooit meer opgebouwd. In dezelfde (14e) eeuw liet de Lijflandse Orde bij Helme een slot bouwen. Het slot lag op een heuvel en had een oppervlakte van 60 x 120 meter. Aan de zuidkant was het slot versterkt met een gracht. Ongeveer tegelijkertijd werd het landgoed Helmet gesticht. Rond het slot ontstond een stadje, waar zich ambachtslieden vestigden. De naam van het dorp Linna, noordwestelijk van Helme, verwijst vermoedelijk naar dit stadje (linn betekent ‘stad’). In 1533 stond het stadje bekend als Helmde, in 1549 als Helmede. In 1624 kwam het landgoed in handen van Jakob De la Gardie. In 1658 bliezen Zweedse troepen het slot op tijdens een van de Russisch-Zweedse oorlogen; het is nooit herbouwd.
In 1782 stond het stadje bekend als Elme. Het landgoed was na de familie De la Gardie vanaf 1718 in handen van de familie Edler von Rennenkampff, vanaf 1866 van de familie von Transehe en vanaf 1892 van de familie von Stryk. In de tweede helft van de 18e eeuw werd het classicistische landhuis gebouwd, op een vlak terrein, enkele honderden meters verwijderd van de ruïne van het slot. Na de onteigening door het onafhankelijk geworden Estland deed het gebouw jarenlang dienst als school voor landbouwonderwijs. In het begin van de 21e eeuw vertrok de school. Sindsdien staat het gebouw leeg. Een poging om er een pianomuseum in te vestigen mislukte. Enkele bijgebouwen zijn ook bewaard gebleven, maar wel sterk verbouwd. Bij het landhuis ligt een park.
Na de Estische Onafhankelijkheidsoorlog werd het landgoed opgedeeld in kleine kavels. Harald von Stryk was de laatste eigenaar voor de opdeling. De plaats Helme kreeg in 1945 een deel van het (niet meer bestaande) buurdorp Kangru erbij. In 1977 kreeg ze de status van vlek (alevik).

## Foto's

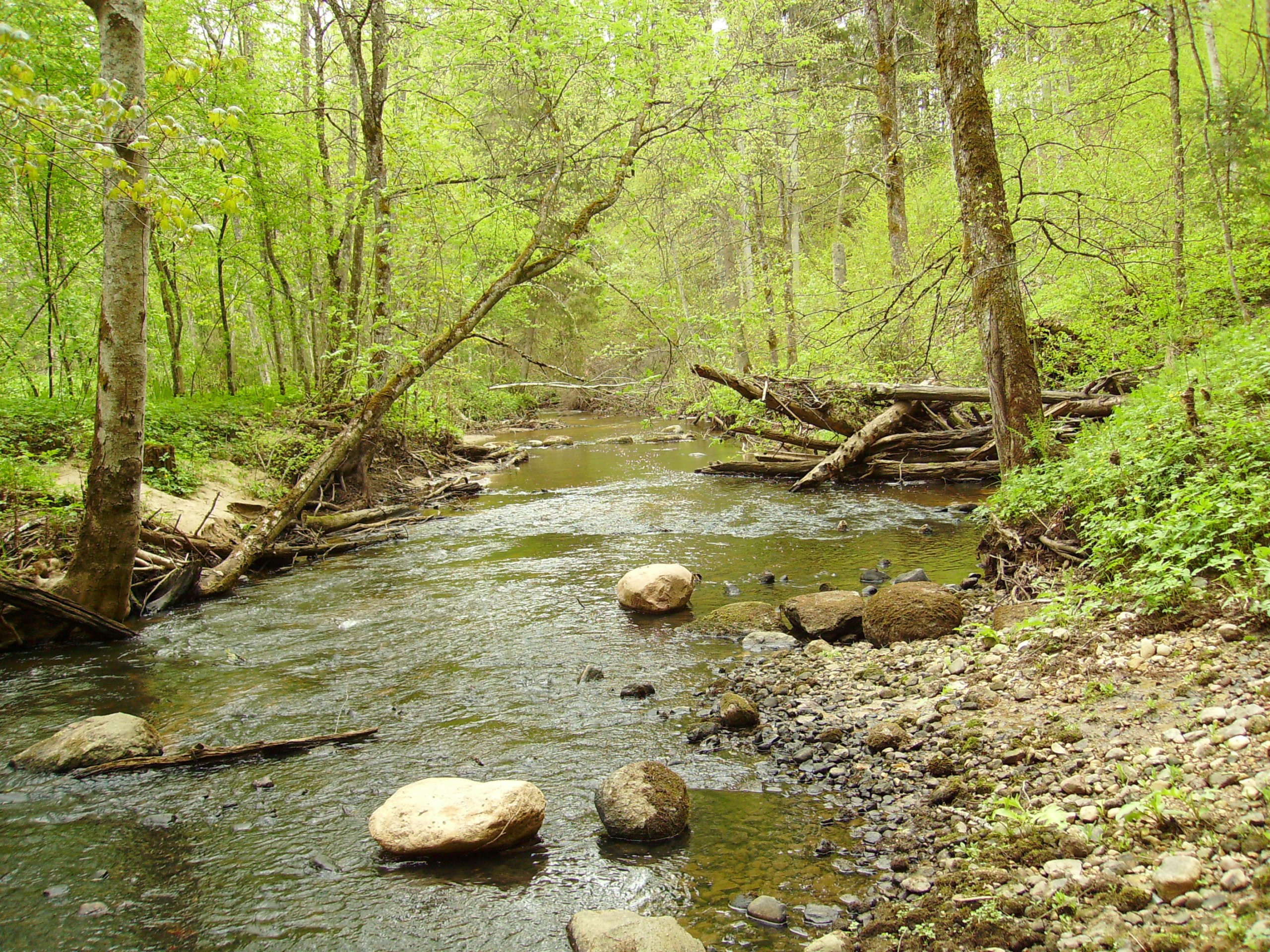
De rivier Helme
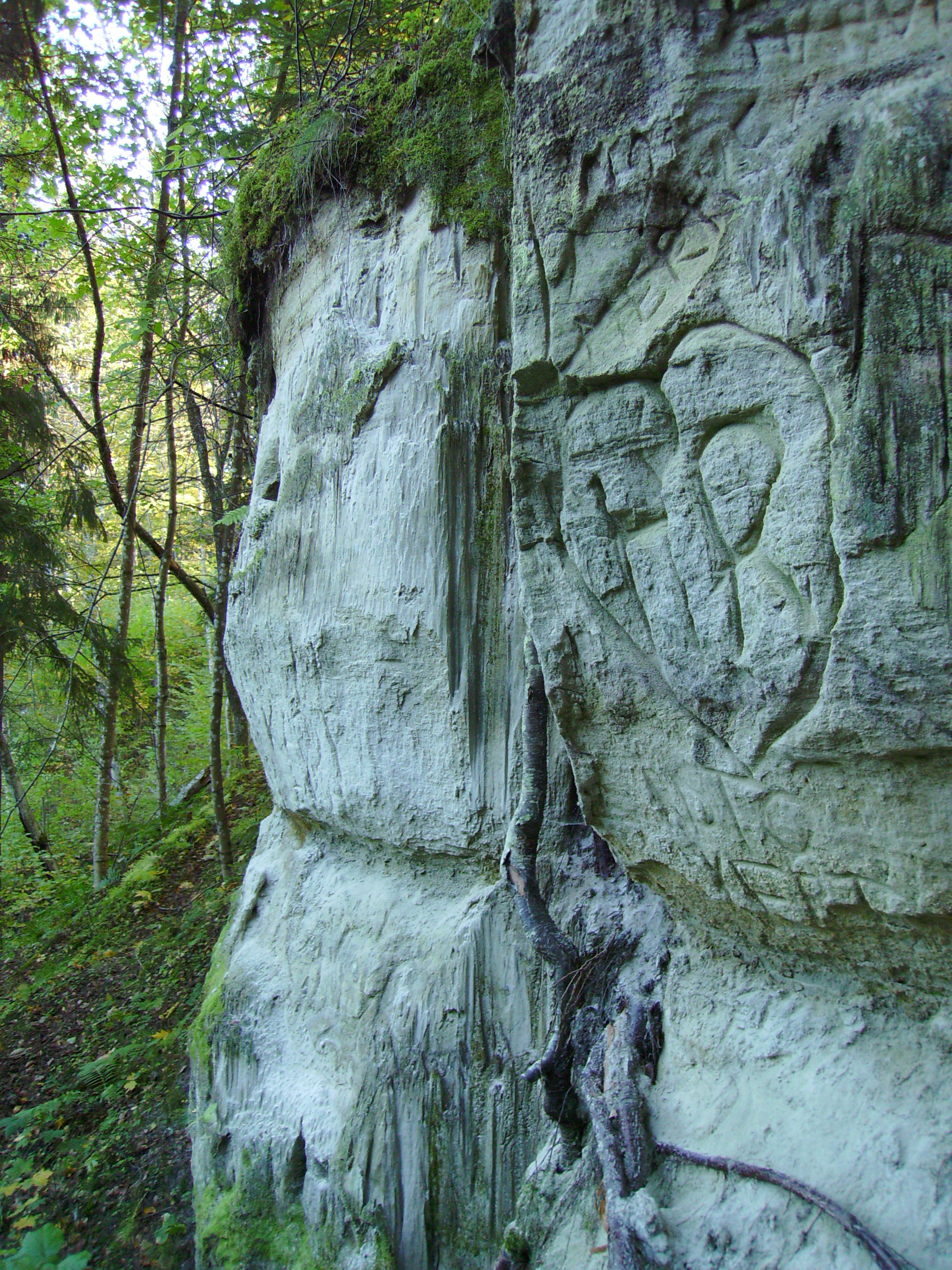
Ontsluiting in het heuvelland
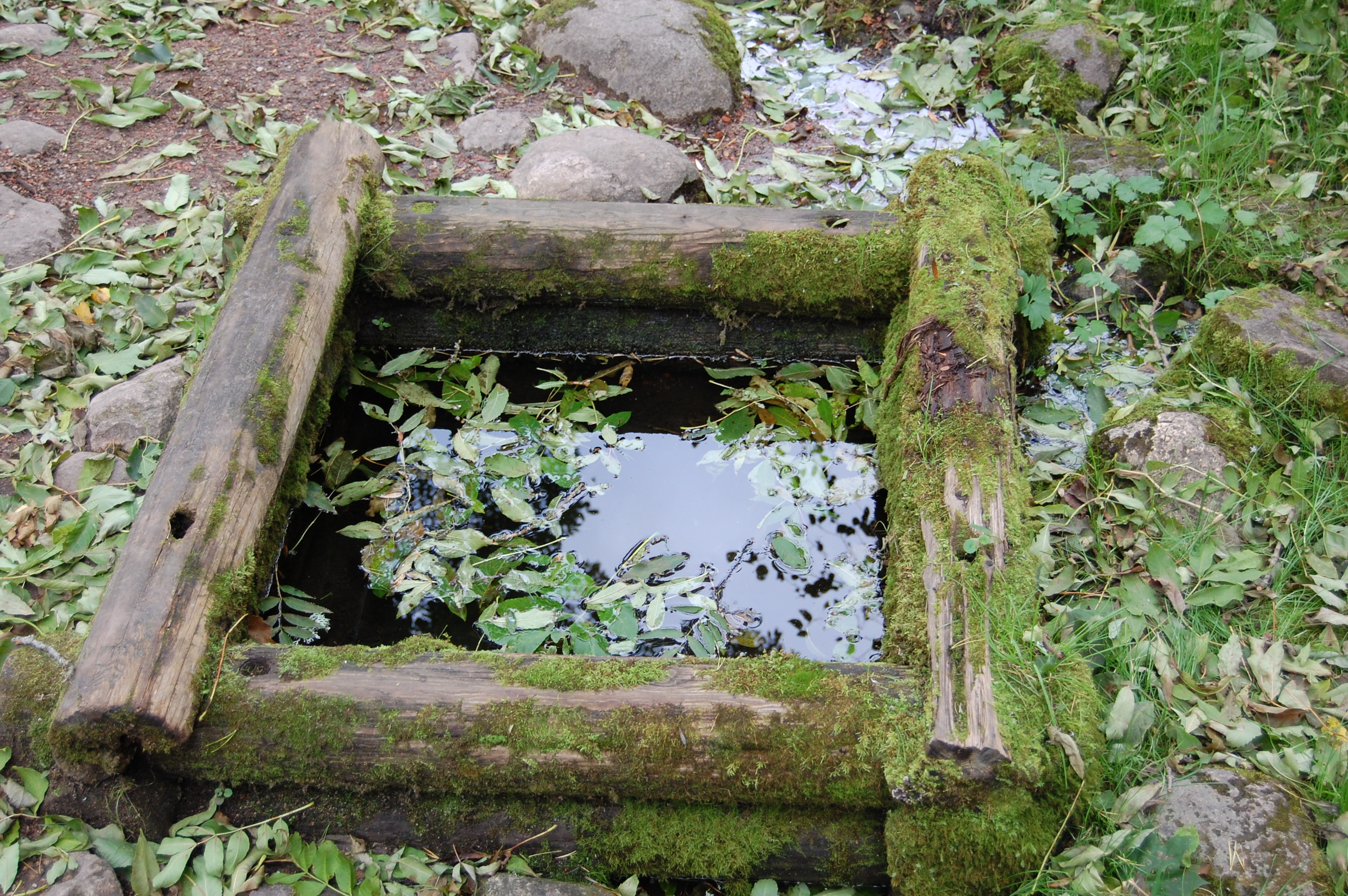
Bron
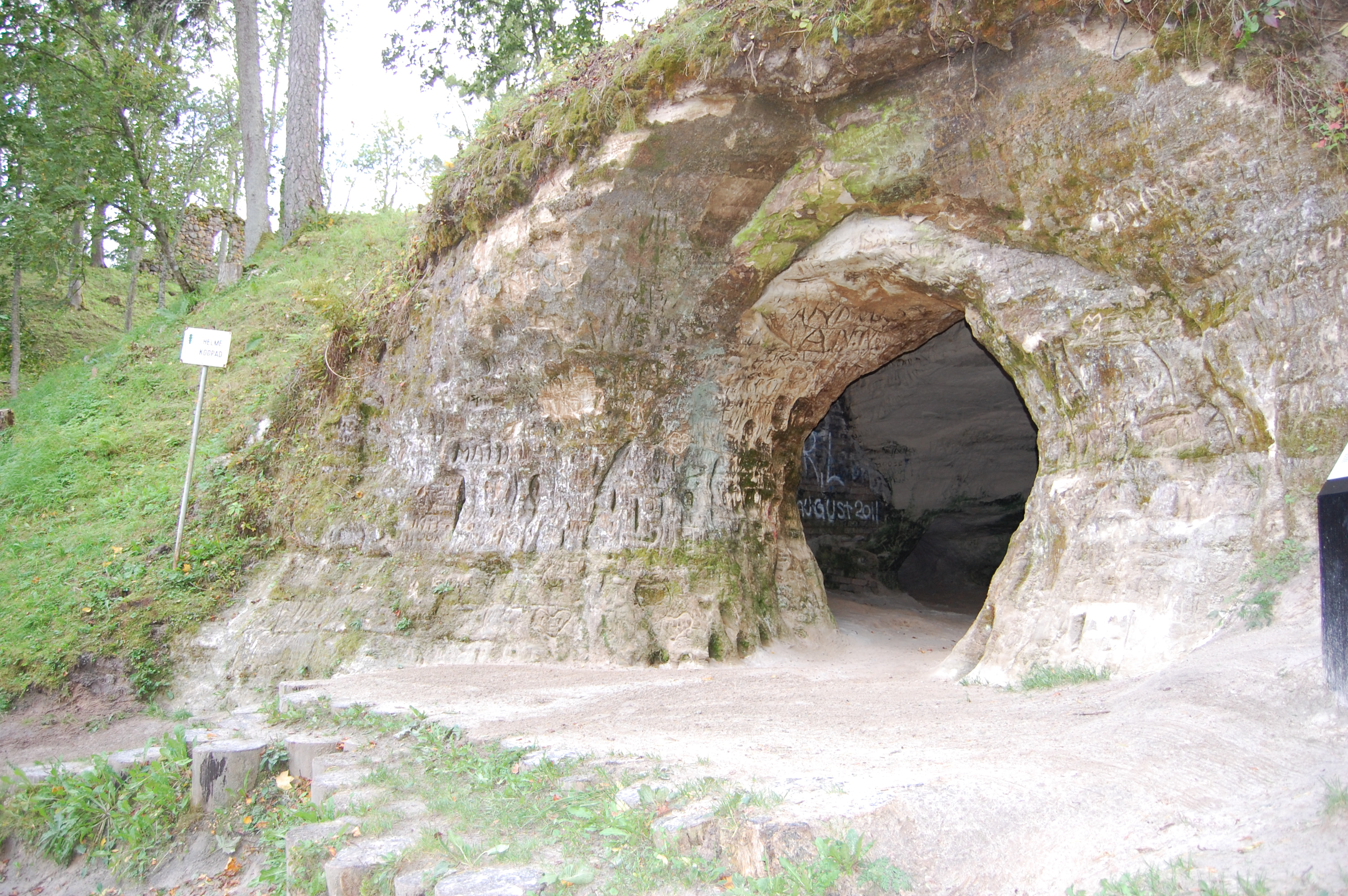
Grot
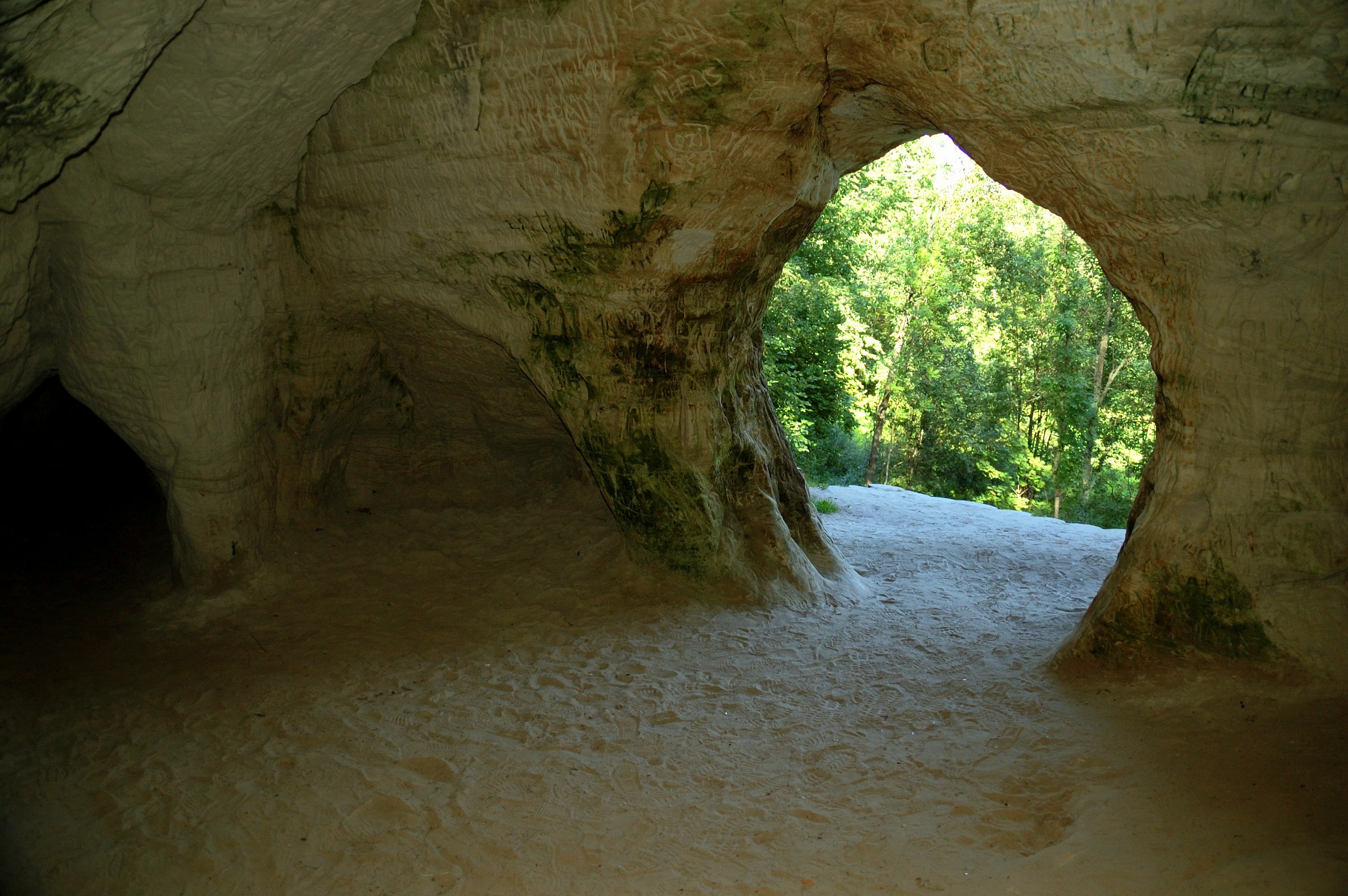
In een grot
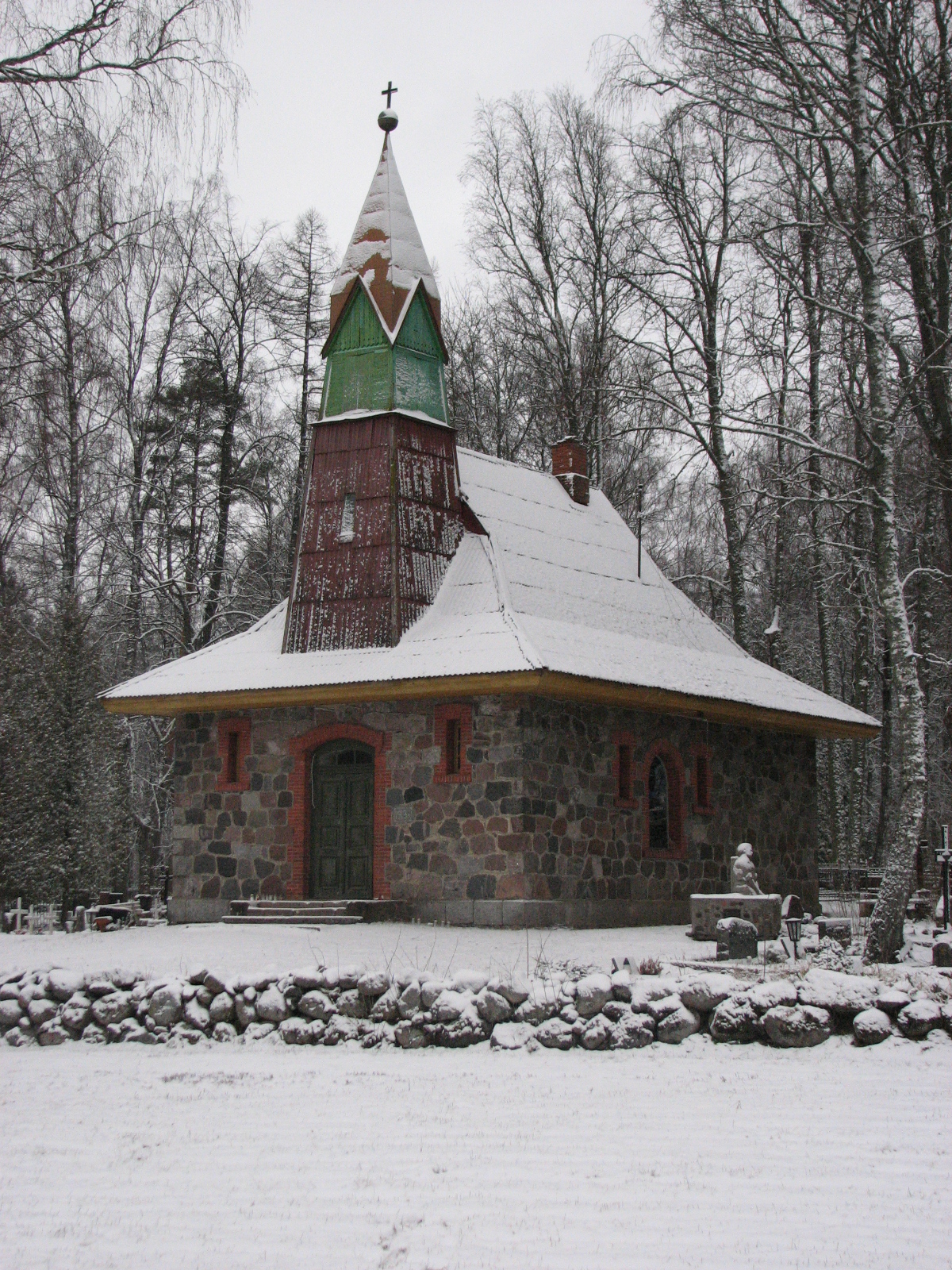
Kapel op het kerkhof
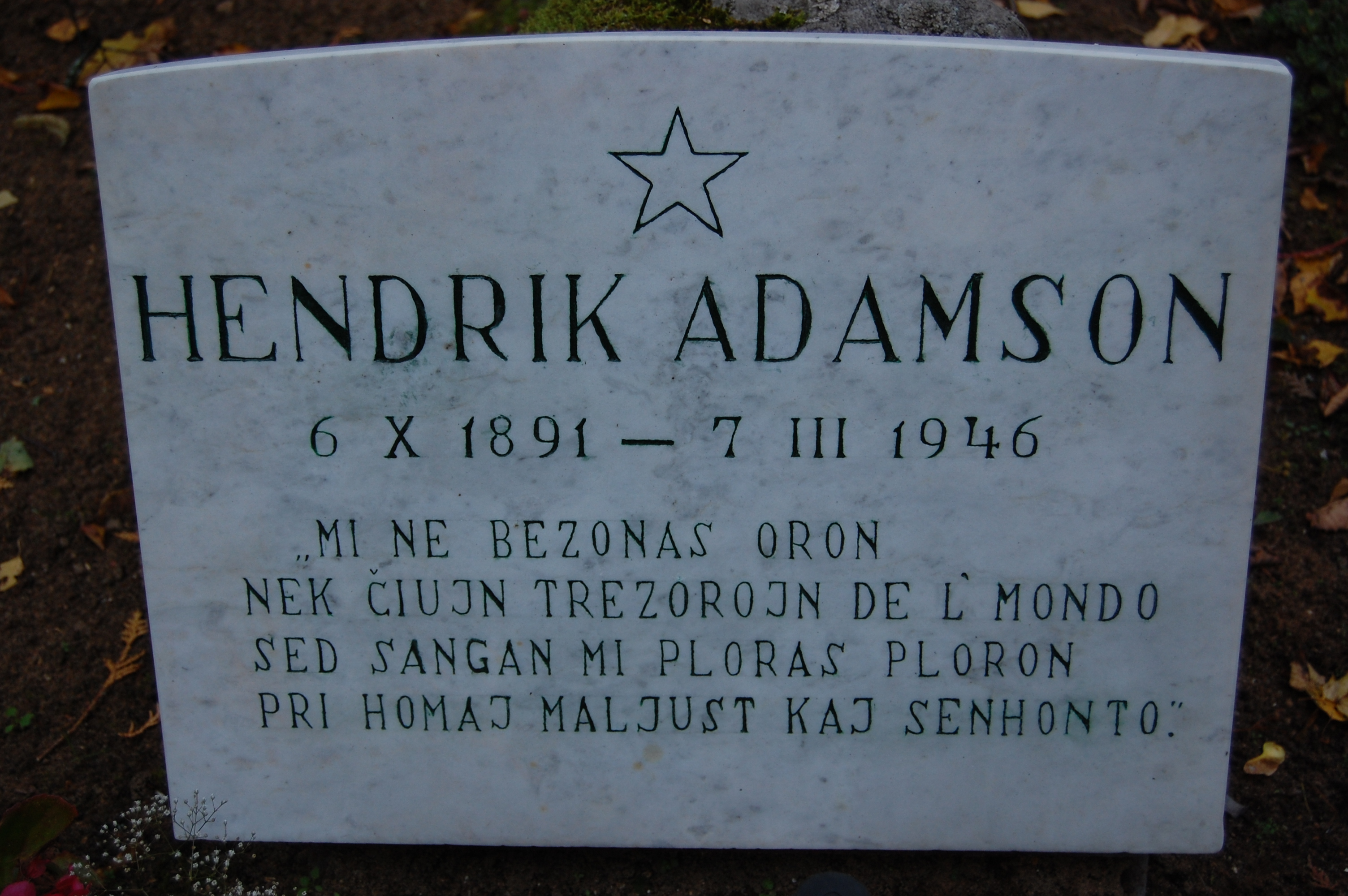
Graf van Hendrik Adamson met grafschrift in Esperanto
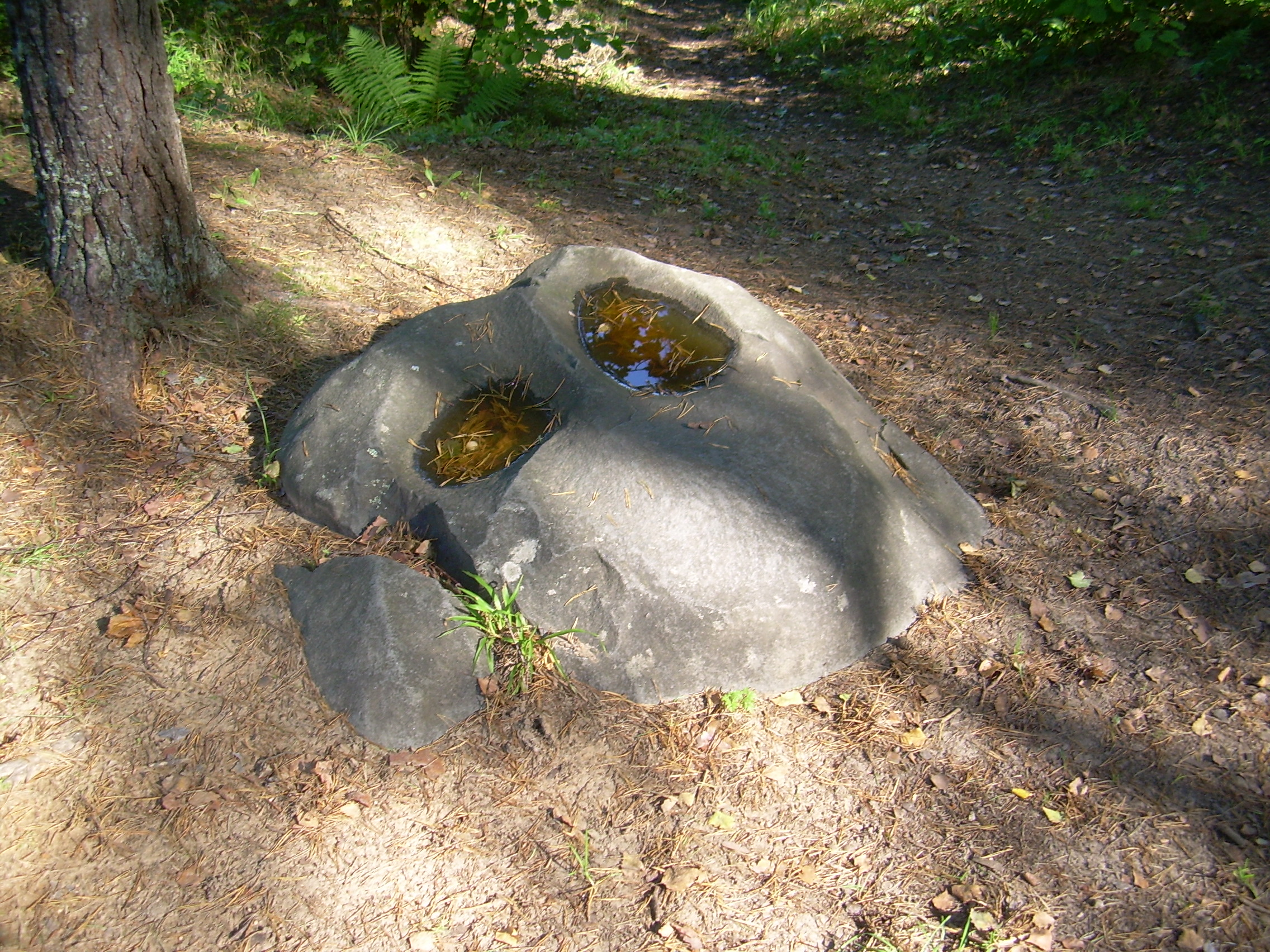
Helme Orjakivi
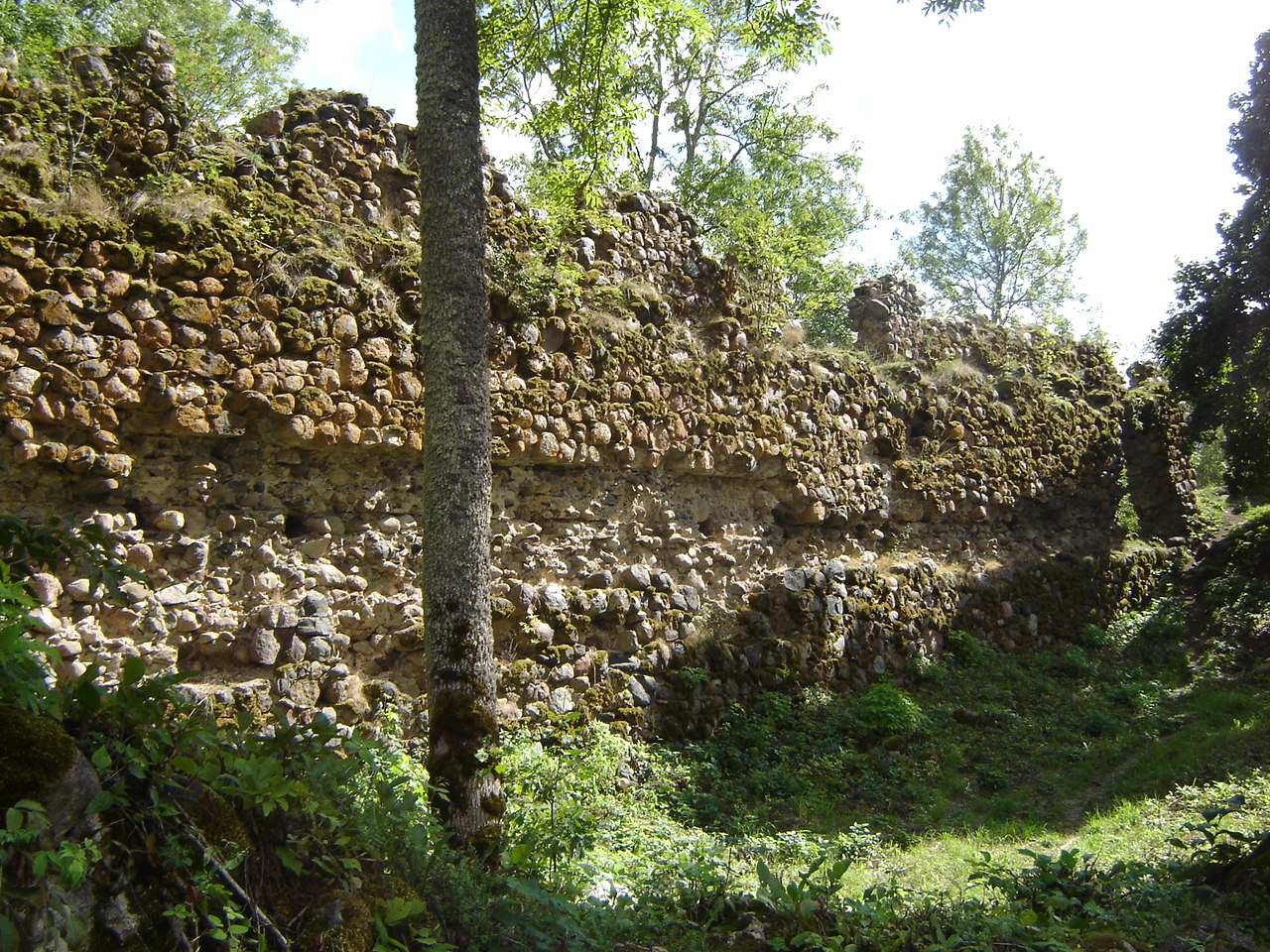
Muur van het slot
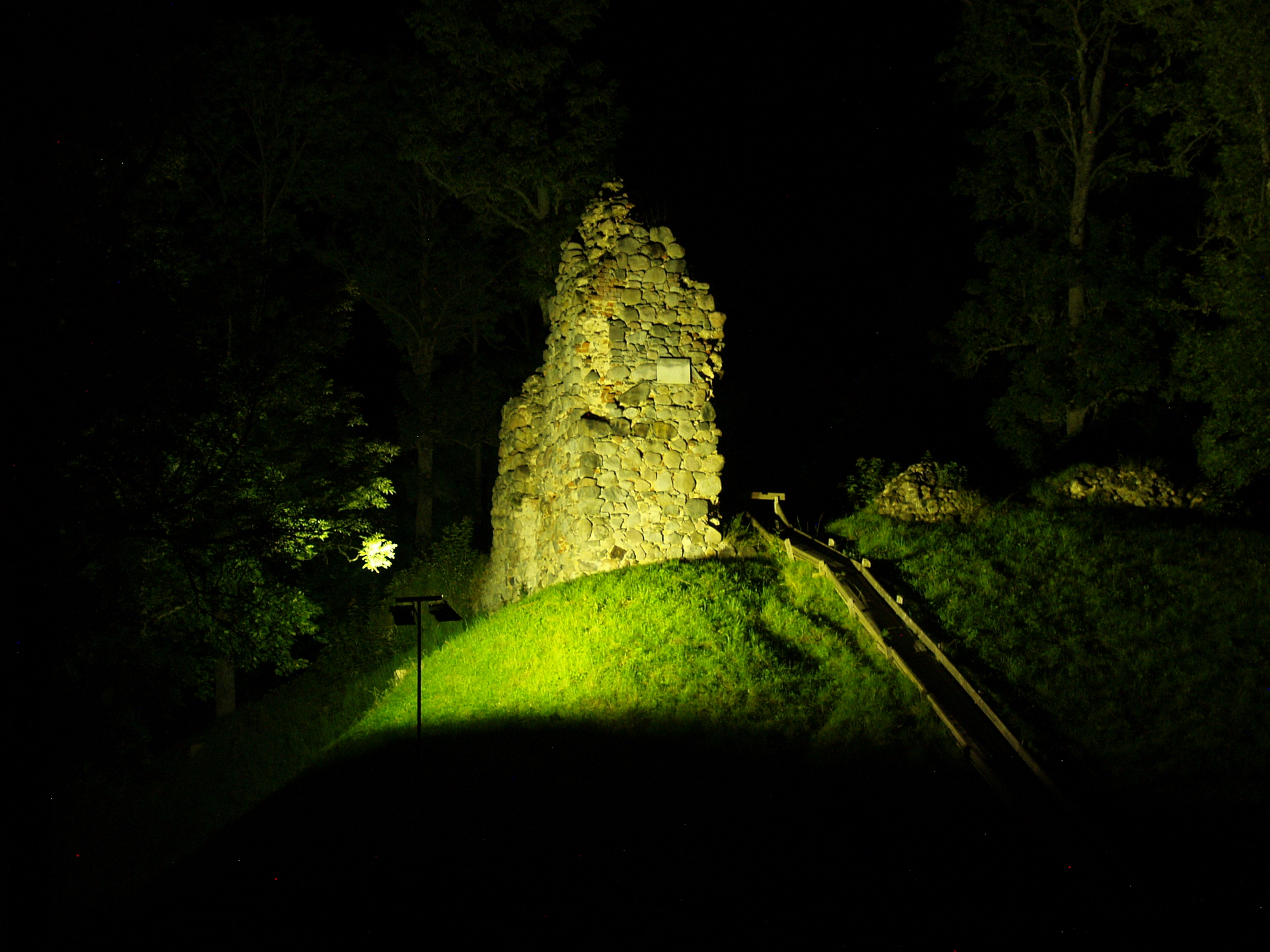
Restant van het slot ('s nachts)
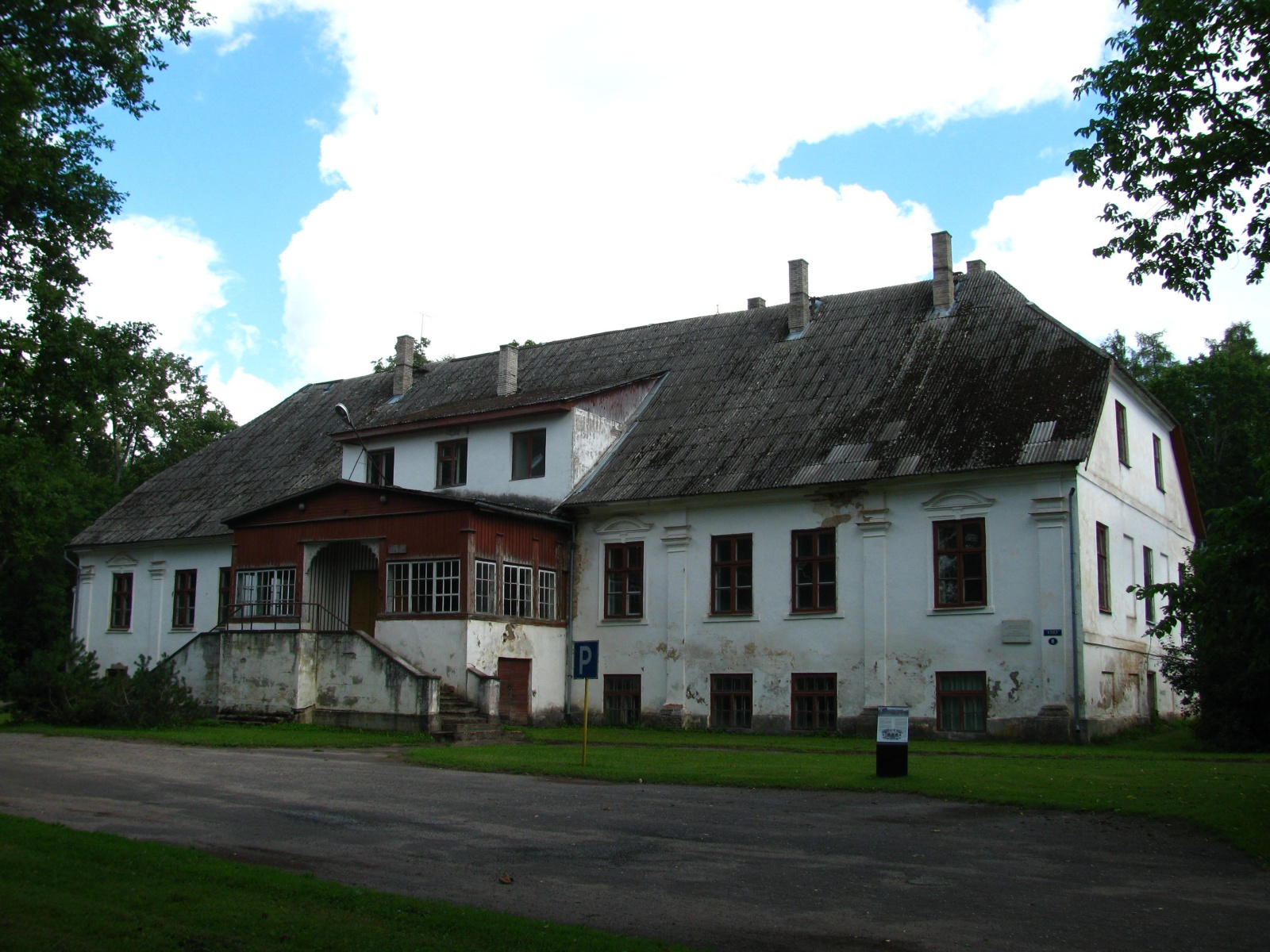
Het landhuis
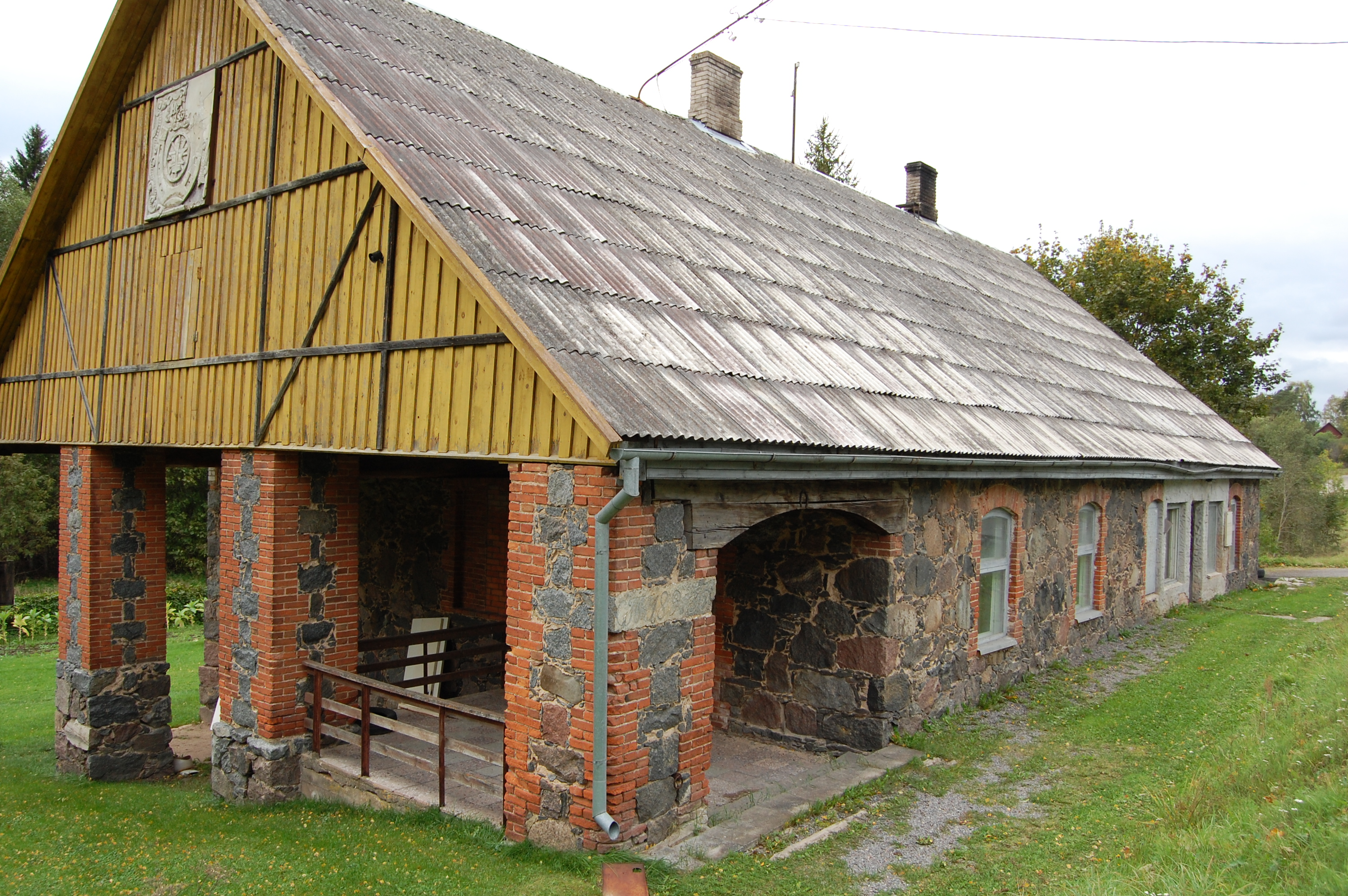
De vroegere smidse van het landgoed